# Monastero patriarcale di Peć
Il monastero patriarcale di Peć (in serbo: Манастир Пећка патријаршија, Manastir Pećka patrijaršija; albanese: Patrikana e Pejës) è un monastero patriarcale (stavropigiale) appartenente alla Chiesa ortodossa serba situato vicino a Peć, in Kosovo. Il complesso di chiese è la sede spirituale e il mausoleo degli arcivescovi e patriarchi serbi.
Il 31 luglio 2006 venne inserito nell'elenco dei patrimoni dell'umanità dell'UNESCO come estensione del monastero di Dečani, già inserito nella lista due anni prima.

## Fondazione
La data precisa della fondazione del monastero è sconosciuta. Si pensa che, mentre san Sava era ancora in vita, il sito sia diventato un metoh (ovverosia un terreno posseduto e governato da un monastero) del monastero di Žiča, che allora era la sede dell'Arcivescovato serbo, in seguito elevato a Patriarcato (1346-1463 e 1557-1766).
L'arcivescovo Arsenije I costruì la chiesa dei Santi Apostoli, al fine di porre in un luogo più sicuro e più vicino al centro della nazione la sede della chiesa serba. Presto, intorno al 1250, ne ordinò la decorazione. Nel 1320, a nord di essa venne costruita la chiesa di San Demetrio, per ordine dell'arcivescovo Nikodim I. Nel 1330, a sud della prima venne costruita una terza chiesa dall'arcivescovo Danilo II, la chiesa della Santa Vergine Hodegetria, a sud della quale venne poi aggiunta anche la piccola chiesa di San Nicola. Di fronte alle tre grandi chiese Danilo II eresse un monumentale nartece e, di fronte a quest'ultimo, una torre. Ai tempi dell'arcivescovo Joanakije II, intorno al 1345, venne affrescato l'interno della chiesa di San Demetrio.
Durante il XIV secolo vennero apportate piccole modifiche alla chiesa dei Santi Apostoli. Dal XIII al XV e nel XVII secolo i patriarchi serbi, arcivescovi di Peć, vennero sepolti nelle chiese del monastero.

## Restauri
Il restauro del complesso iniziò nel giugno del 2006 e venne completato a novembre dello stesso anno. Lo scopo principale era quello di proteggere il monastero dalle inclemenze del tempo, oltre che riparare i muri interni ed esterni. Sulla facciata nord di San Demetrio vennero scoperti due affreschi precedentemente sconosciuti, rappresentanti una regina ed un nobile serbo.